# STS-51J
STS-51J — 21-й полёт «Спейс шаттла», первая миссия шаттла «Атлантис». Космический корабль был запущен 3 октября 1985 года со стартовой площадки 39-A Космического центра им. Кеннеди, с полезной нагрузкой принадлежащей министерству обороны США. Посадка была произведена четыре дня спустя 7 октября.

## Экипаж
- (НАСА): Кэрол Джозеф Бобко (Karol J. Bobko) (3) — командир;
- (НАСА): Роналд Грейб (Ronald J. Grabe) (1) — пилот;
- (НАСА): Дейвид Карл Хилмерс (David C. Hilmers) (1) — специалист полёта 1;
- (НАСА): Роберт Стюарт (Robert L. Stewart) (2) — специалист полёта 2;
- (НАСА): Уильям Пейлз (William A. Pailes) (единственный) — специалист по полезной нагрузке.

## Ход миссии
STS-51J стал вторым полётом после STS-51C полностью посвящённым выполнению задания министерства обороны США. Груз был засекречен, однако объявлено о запуске двух военных спутников связи USA-11 и USA-12 типа DSCS-III(англ. DSCS-III — Defense Satellite Communications System), которые были доставлены на целевую орбиту с помощью дополнительной ступени Inertial Upper Stage производства Boeing. Миссия была признана успешной.

## Галерея
- Первый старт шаттла «Атлантис»
- Рассекреченный снимок: спутники перед запуском
- Окончание миссии STS-51J: посадка шаттла на авиабазе Эдвардс